# Inspektorat Płońsk Armii Krajowej
Inspektorat Płońsk AK - struktura terenowa Podokręgu Północnego Armii Krajowej. 

## Struktura organizacyjna
Organizacja w 1944:
- Obwód Płońsk AK
- Obwód Pułtusk AK